# Сад Альберто Моравіа

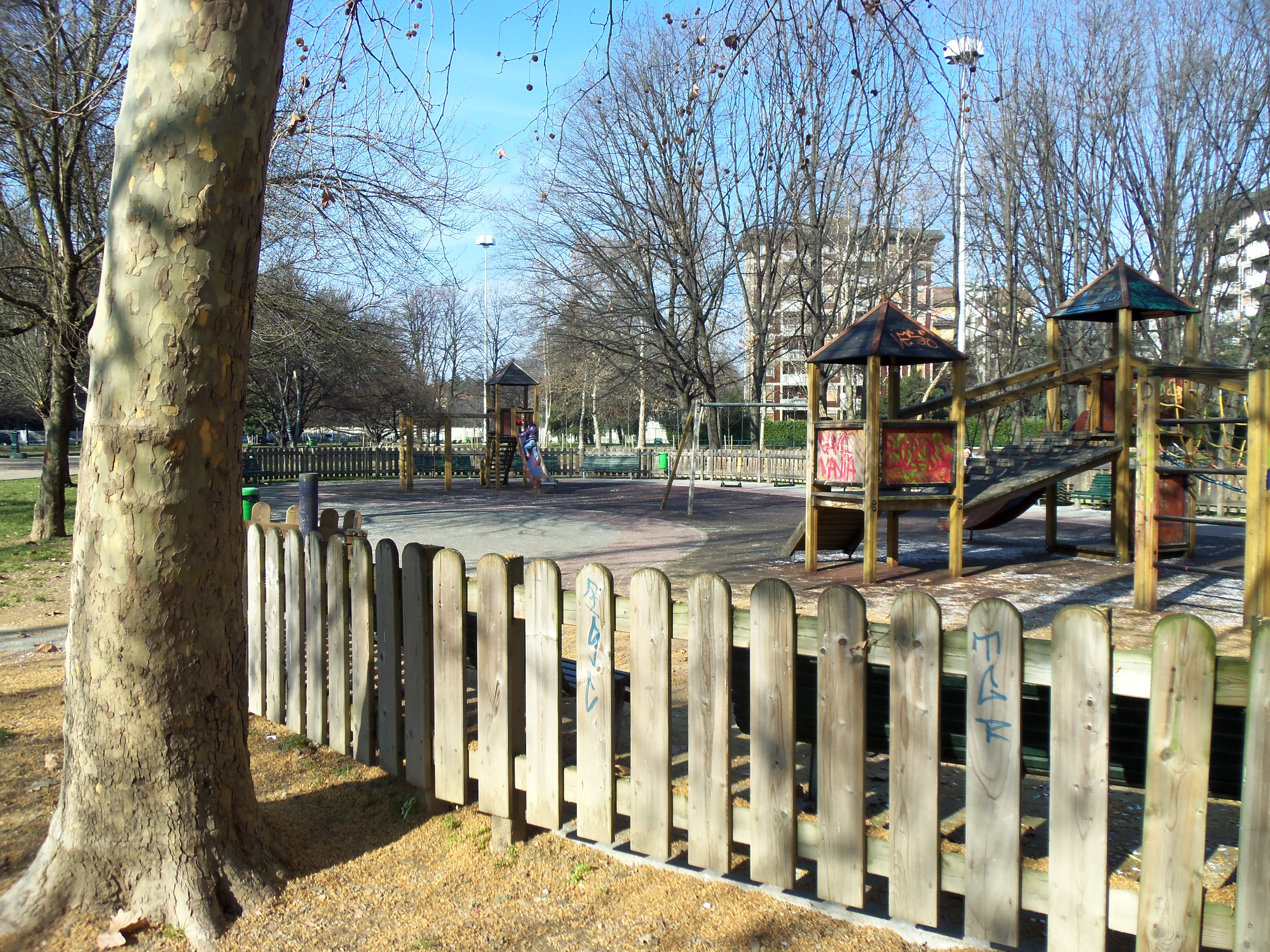
Дитячий майданчик в парку

Сад Альберто Моравіа (колишній парк Берна Чікламіні) знаходиться в зоні 6 Мілана поблизу району Лорентеджіо, названий в пам'ять про відомого письменника Альберто Моравіа (1907—1990).
Серед дерев у парку переважають різновиди бука, атласький кедр, клен сріблястий, баґоларо, біла береза, кедр гімалайський, гінкго білоба, інжир, чорний горіх, ліквідамбар, в'яз, ясен, платан, червоний дуб, софора, а також деякі гібридні види сосни.
Парк містить численні і добре затінені місця відпочинку, по периметру — бігова доріжка для джоґінґу. Є два дитячі майданчики, дві обгороджені зони для собак, баскетбольний та волейбольний майданчики, дві стежки для скейтингу.

## З історії
Руйнівні наслідки війни призвели до гострої нестачі житла в м. Мілан: перепис 1951 р. зафіксував наявність 160 тис. осіб, що проживали в тимчасових притулках. Саме в цей час починається відбудова передмістя Мілана, створення т. зв. мінімального житла. Так в 1953 р. на території майбутнього парку з'явився житловий район Villaggio dei Fiori з його вузькими вуличками та відсутністю колективних зелених зон. В 1969 році, під час першої реконструкції району, з'являється парк Berna Ciclamini.